# 上庸郡
上庸郡（じょうよう-ぐん）は、中国にかつて存在した郡。後漢末から隋初にかけて、現在の湖北省十堰市と陝西省安康市にまたがる地域に設置された。

## 概要
212年（建安20年）、漢中郡から鍚県と上庸県を分割して、上庸郡が置かれた。上庸郡は荊州に属した。
220年（黄初元年）、孟達が魏に降ると、魏の文帝により房陵郡・上庸郡・西城郡の3郡を合わせて新城郡が置かれた。228年（太和2年）、新城郡の上庸・武陵・巫の3県を分割して、再び上庸郡が設置された。230年（太和4年）、上庸郡が廃止され、鍚郡に編入された。237年（景初元年）、魏興郡の魏陽県と鍚郡の安富県と上庸県が分割され、また上庸郡が立てられた。後に上庸郡はまた新城郡に編入されたものと思われる。259年（甘露4年）、新城郡を分割して、再び上庸郡が置かれた。
晋のとき、上庸郡は上庸・安富・北巫・武陵・上廉・微陽の6県を管轄した。
南朝宋のとき、上庸郡は梁州に属し、上庸・安富・北巫・微陽・武陵・新安・吉陽の7県を管轄した。
南朝斉のとき、上庸郡は上庸・武陵・斉安・北巫・上廉・微陽・新豊・新安・吉陽の9県を管轄した。
さかのぼって470年（皇興4年）、北魏により東上洛郡が置かれた。511年（永平4年）、東上洛郡は上庸郡と改められた。北魏の上庸郡は洛州に属し、商・豊陽の2県を管轄した。この上庸郡は南朝統治下の上庸郡とは別の地に立てられたものである。
554年（廃帝3年）、西魏により羅州が置かれ、上庸郡と新城郡が羅州に属した。
583年（開皇3年）、隋が郡制を廃すると、上庸郡は廃止されて、羅州に編入された。